# Човек из храстове шуме
Човек из храстове шуме је југословенски филм из 1964. године. Режирао га је Миодраг Мића Поповић. Припада остварењима црног таласа.

## Радња
Некада слуга, усамљени чобанин у планини, у доба окупације силеџија и убица - Максим, у име мутних политичких концепција, терорише неколико села, у забаченом планинском крају. Под маском црноберзијанке, градска жена одржава сталну везу између варошице и села у планини и организује покрет отпора. Заљубивши се у њу, стицајем околности, Максим уобрази да градска жена жели злато, због чега упетостручи посао убице да би дошао до новца. Саучесник Максима-убице Максим-дечак открије улогу градске жене. Максим-убица пође у варош да се свети. У унакрсној ватри гине усамљени човек Максим.

## Улоге
| Глумац                   | Улога          |
| ------------------------ | -------------- |
| Мија Алексић             | Максим         |
| Димитрије Бугарчић       |                |
| Предраг Ћерамилац        | Нине           |
| Ксенија Цонић            |                |
| Никола Гашић             |                |
| Зоран Јерковић           |                |
| Тамара Милетић           | црноберзијанка |
| Божидар Павићевић Лонга  | учитељ         |
| Стеван Петровић          |                |
| Александар Стојковић     | Војвода        |
| Данило Бата Стојковић    | Стеван         |
| Милоранка Стојковић      |                |
| Миливоје Томић           | Петар Пачић    |
| Милорад Узелац           |                |
| Велимир Бата Живојиновић | професор       |

## Културно добро
Југословенска кинотека је, у складу са својим овлашћењима на основу Закона о културним добрима, 28. децембра 2016. године прогласила сто српских играних филмова (1911-1999) за културно добро од великог значаја. На тој листи се налази и филм "Човек од храстове шуме".